# Пятиустки
Пятиустки, или язычковые черви, или пентастомиды, или лингватулиды (лат. Pentastomida) — подкласс ракообразных из класса Maxillopoda. Все представители ведут паразитический образ жизни, часто со сменой хозяев. Взрослые стадии обитают в дыхательных путях и лёгких позвоночных, преимущественно рептилий. Немногие виды используют в качестве хозяев млекопитающих и птиц. Известно около 100 видов, большая часть которых обитает в тропиках. Личинки некоторых видов и взрослые Linguatula иногда заражают людей, вызывая лингватулидозы.

## Взрослые стадии
Длина взрослых особей варьирует от 1 до 16 см. Покрытое эластичной кутикулой тело подразделяют на голову, несущую ротовое отверстие и две пары крючьев, и кольчатое туловище, хотя зачастую чёткой границы между этими отделами нет. Хитиновые крючья головы используются пятиустками при передвижении и для постоянного прикрепления к тканям хозяина. У примитивных представителей они находятся на вершинах небольших выростов, подвижных за счёт попеременной работы мускулатуры и давления жидкости полости тела. Предполагают, что эти придатки гомологичны мандибулам и первой паре максилл других ракообразных.
Многочисленные (от 16 до 230) кольца туловищного отдела традиционно рассматриваются как вторичное приобретение пентастомид, не имеющее прямого отношения к первичной сегментации членистоногих. В то же время, отмечено, что внешним перетяжкам соответствует организация продольных и дорсовентральных мышц и органов чувств.
Под эпидермисом залегает кожно-мускульный мешок, состоящий из продольных и кольцевых мышц с поперечно-исчерченными волокнами. Полость тела в виде миксоцеля. Кровеносная система и органы дыхания отсутствует. Выделение осуществляется через кожные железы и эпителий кишечника.

### Пищеварительная система
Кишечник пятиусток представляет собой лишённую выростов трубку, передний и задний отделы которой выстланы кутикулой. Ротовое отверстие расположено на брюшной стороне головы. Оно ведёт в мускулистую глотку, используемую для засасывания пищи: крови (у паразитов пресмыкающихся) или слизи с отслоившимися клетками эпителия (у паразитов млекопитающих и птиц). Анальное отверстие находится терминально на заднем конце тела.

### Нервная система и органы чувств
Центральная нервная система представлена несколькими (от 4 до 7) парными ганглиями, которые у некоторых представителей сливаются в единую массу. Третья и четвёртая пары ганглиев иннервируют, соответственно, первую и вторую пару крючьев. Туловищный отдел, куда нервная цепочка не заходит, иннервируется отходящими от неё парными тяжами.
Пятиустки лишены глаз. Органы химического чувства и механорецепторы представлены многочисленными папиллами, в расположении которых наблюдается метамерная симметрия.

## Жизненный цикл
Пятиустки раздельнополы. Многочисленные мелкие яйца покрыты толстой оболочкой и развиваются в половых путях самки. Дробление полное. Поздний зародыш имеет 4 пары зачаточных конечностей и состоит из 4 сегментов с целомическими мешочками и короткого зачатка туловища.

## Образ жизни
В Европе наиболее известна Linguatula serrata, живущая в носовых полостях собак, реже — волков и лисиц. Промежуточными хозяевами для этого вида служат зайцы и кролики, но изредка личинки развиваются в печени и других органах рогатого скота, лошадей, свиней и человека.

## Филогения и система
Родственные отношения пятиусток в настоящее время остаются предметом дискуссии. Ранее их сближали с клещами. В настоящее время многие исследователи рассматривают их в составе ракообразных из класса Maxillopoda, хотя у этой точки зрения есть противники. Около 100 современных видов пятиусток подразделяют на следующие таксоны:
- Отряд Cephalobaenida Heymons, 1935
  - Семейство Cephalobaenidae Fain, 1961
  - Семейство Reighardiidae Heymons, 1935
- Отряд Porocephalida Heymons, 1935
  - Семейство Armilliferidae Fain, 1961
  - Семейство Diesingidae Fain, 1961
  - Семейство Linguatulidae Heymons, 1935
  - Семейство Porocephalidae Fain, 1961
  - Семейство Sambonidae Fain, 1961
  - Семейство Sebekiidae Fain, 1961
  - Семейство Subtriquetridae Fain, 1961

## Палеонтология
Четыре рода были описаны из кембрийских лагерштеттов Ортена в Швеции (Boeckelericambria, Heymonsicambria, Haffnericambria, Aengapentastomum). Известны исключительно по личиночным формам.